# Jan Hendrik Schön
Pour les articles homonymes, voir Schon.
Jan Hendrik Schön (né en 1970) est un physicien allemand, qui connut une brève célébrité après une série d’apparentes avancées scientifiques qui finirent par s’avérer être des fraudes scientifiques.
Le scandale Schön-Batlogg provoqua un débat au sein de la communauté scientifique à propos du degré de responsabilité des coauteurs et évaluateurs des journaux scientifiques. Le modèle traditionnel de vérification par les pairs des erreurs et de l’originalité des articles, se demandant s’il ne fallait pas aussi chercher à détecter les falsifications délibérées. Avant la révélation de sa fraude, Schön avait obtenu en 2001 le prix Otto-Klung-Weberbank en physique (rétracté par la suite) et le Braunschweig Preis, et en 2002 l’Outstanding Young Investigator Award de la Materials Research Society (rétracté par la suite).

## Célébrité
Les travaux de Schön tournaient principalement autour de la physique de la matière condensée et les nanotechnologies. Bell Labs lui offrit un poste, en 1997, à la fin de l’année de l’obtention de son doctorat à l’Université de Constance.
Répertorié, en 2001, comme auteur d’un article de recherche tous les huit jours en moyenne, Schön annonce, la même année, dans la revue Nature qu’il a réussi à produire un transistor au niveau moléculaire, en déclarant avoir utilisé une fine couche de molécules organiques pour assembler un circuit électrique qui, activé par un courant électrique, fait fonction de transistor. Les retombées potentielles de cette découverte étaient très importantes dans la mesure où ils auraient permis de dépasser l’électronique basée sur le silicium vers l’électronique organique. Ceci aurait permis aux puces de continuer la miniaturisation après le niveau où le silicium ne résiste pas, et ainsi de valider la loi de Moore plus longtemps que ce qui était prédit. Cela aurait aussi eu comme implication une réduction considérable du coût des appareils électroniques.

## Soupçons et enquête
Dans son livre Junk Science, Dan Agin explique que, peu après que Schön eut publié son travail sur les semi-conducteurs à molécule unique, des membres de la communauté scientifique affirmèrent que ses données contenaient des anomalies. Le professeur Lydia Sohn, à l’époque à l’université de Princeton, remarqua que deux expériences menées à différentes températures avaient produit un bruit de mesure identique. Quand les éditeurs de Nature le signalèrent à Schön, ce dernier expliqua qu’il avait accidentellement soumis le même graphique deux fois. Le professeur Paul McEuen de l’université Cornell retrouva alors le même bruit de mesure sur une troisième expérience. D’autres recherches entreprises par McEuen, Sohn et d’autres physiciens permirent de découvrir de multiples exemples de données dupliquées dans les travaux de Schön, ce qui enclencha une série de réactions qui amenèrent Lucent Technologies (qui dirigeait Bell Labs) à mener une enquête plus approfondie.
En mai 2002, Bell Labs nomma le professeur Malcolm Beasley de l’université Stanford à la tête d’un comité chargé d’enquêter sur l’affaire. Le comité identifia tous les coauteurs des écrits de Schön et interrogea les trois principaux (Zhenan Bao, Bertram Batlogg et Christian Kloc). Il examina les projets électroniques des écrits mis en cause, y compris les données numériques. Quand le comité requit les copies des données brutes, il découvrit que Schön n’avait pas conservé ses données de laboratoire. Ses fichiers de données avaient été effacés de son ordinateur parce que selon lui, les capacités de son disque dur étaient insuffisantes pour conserver ces fichiers. En outre, tous ses échantillons expérimentaux avaient été soit jetés soit irrémédiablement endommagés,.
Le rapport, publié par le comité le 25 septembre 2002, contient des détails sur 24 potentiels écarts de conduite. Au moins 16 d’entre eux étaient prouvés. Il fut constaté que des ensembles de données entiers avaient été réutilisés dans un certain nombre d'expériences différentes. Il fut également découvert que certains graphiques, soi-disant élaborés à partir de données expérimentales, avaient en réalité été produits à l’aide de fonctions mathématiques.
Le rapport établit que Schön avait agi seul. Tous les coauteurs furent lavés de toute accusation, ce qui provoqua un grand débat au sein de la communauté scientifique sur la manière de répartir le blâme entre coauteurs, en particulier lorsqu’ils partagent une partie importante du crédit.

## Suites et sanction
Schön reconnut que les données étaient incorrectes dans beaucoup de ses publications. Il expliqua que des substitutions avaient pu avoir lieu par simple erreur. Il reconnut avoir falsifié certaines données et expliqua qu’il le fit pour montrer des preuves plus convaincantes pour des résultats expérimentaux qu’il observa.
Des chercheurs de l’Université de technologie de Delft et du Centre de recherche Thomas J. Watson ont depuis reproduit les expériences de Schön, sans obtenir les mêmes résultats. Même avant que les allégations ne soient rendues publiques, plusieurs groupes de recherche avaient essayé de reproduire la plupart des résultats révolutionnaires dans le domaine de la physique des matériaux moléculaires organiques, mais sans succès.
Schön retourna en Allemagne, et obtint un poste dans une entreprise d’ingénierie. En juin 2004, l’université de Constance publia une déclaration de presse selon laquelle le doctorat de Schön était révoqué pour « conduite déshonorante ». Le porte-parole du département de physique, Wolfgang Dieterich, appela cette affaire « la plus grande fraude en physique des 50 dernières années », et déclara que le « discrédit a été jeté sur la crédibilité de la science ». Schön fit appel, mais l’université confirma sa décision le 28 octobre 2009,.
En octobre 2004, le comité paritaire de la fondation allemande de recherche Deutsche Forschungsgemeinschaft (DFG) a fait connaître ses sanctions contre Schön : l’ancien chercheur postdoctoral de la DFG était privé de son droit de vote actif dans les élections de la DFG, de service dans les comités — y compris les comités de lecture — de la DFG, ainsi que de solliciter des fonds de la DFG pour une période de huit ans.